# IC 3268
IC 3268 је спирална галаксија у сазвјежђу Дјевица која се налази на листи објеката дубоког неба у Индекс каталогу.
Деклинација објекта је + 6° 36' 25" а ректасцензија 12h 24m 7,6s. Привидна величина (магнитуда) објекта IC 3268 износи 13,5 а фотографска магнитуда 14,2. Налази се на удаљености од 21,8 милиона парсека од Сунца. IC 3268 је још познат и под ознакама UGC 7477, MCG 1-32-45, CGCG 42-80, VCC 699, IRAS 12215+0653, PGC 40321.